# Reprezentacja Argentyny w piłce wodnej kobiet
Reprezentacja Argentyny w piłce wodnej kobiet – zespół, biorący udział w imieniu Argentyny w meczach i sportowych imprezach międzynarodowych w piłce wodnej, powoływany przez selekcjonera, w którym mogą występować wyłącznie zawodnicy posiadający argentyńskie obywatelstwo. Za jej funkcjonowanie odpowiedzialny jest Argentyński Związek Pływacki (CADDA), który jest członkiem Międzynarodowej Federacji Pływackiej.